# هنري ميلهاك
هنري ميلهاك (بالفرنسية: Henri Meilhac) ـ (21 فبراير 1831 ـ 6 يوليو 1897) هو كاتب مسرحي وكاتب نصوص أوبرالية فرنسي.

## حياته
ولد ميلهاك في باريس سنة 1831، وبدأ حياته الأدبية بكتابة المقالات في صحف باريس وكتابة الفودفيللات بأسلوب مميز. وفي حوالي سنة 1860، التقى الكاتب لودوفيك هاليفي، الذي دام تعاونه معه على المسارح حوالي عشرين عامًا.
من أشهر نصوصه الأوبرالية ليبريتو أوبرا كارمن لجورج بيزيه، غير أن أعمال ميلهاك ارتبطت أكثر بموسيقى جاك أوفنباخ، الذي كتب له ميلهاك أكثر من إثنا عشر ليبريتو، ألّف معظمها بالتعاون مع هاليفي. وكان من أنجح أعماله المشتركة مع أوفنباخ «هيلين الجميلة» (1864، بالفرنسية: La belle Hélène) و«اللحية الزرقاء» (1866، بالفرنسية: Barbe-bleue، ترجمها إلى العربية رفاعة الطهطاوي ونشرت في القاهرة سنة 1868 بعنوان «هيلانة الجميلة») و«الحياة الباريسية» (1866، بالفرنسية: La vie parisienne).
من نصوصه الأوبرالية أيضًا:
- مانون (بالفرنسية: Manon) لجول ماسينيه (1884، بالاشتراك مع فيليب جيل)
- مامزيل نيتوش (بالفرنسية: Mam'zelle Nitouche) لإيرفيه (1883)
- ريب (بالفرنسية: Rip)، وهي النسخة الفرنسية من أوبريت «ريب فان وينكل» لروبير بلانكيت (بالتعاون أيضًا مع فيليب جيل)

في سنة 1888 انتخب ميلهاك عضوًا بالأكاديمية الفرنسية، وفي سنة 1897 توفي في باريس.

## ميلهاك بالعربية
تعد مسرحية «هيلانة الجميلة» ـ التي كتبها ميلهاك وهاليفي سنة 1864 ـ أول نص مسرحي يترجم ويُنشر بالعربية في مصر؛ حيث ترجمها رفاعة الطهطاوي بتكليف من الخديو إسماعيل ونُشرت الترجمة سنة 1868، وعُرضت في 17 يناير 1869، في مناسبة الاحتفال بعيد جلوس الخديو على العرش، وافتتاح أول مسرح رسمي في منطقة الأزبكية بالقاهرة.

## روابط خارجية
- هنري ميلهاك على موقع IMDb (الإنجليزية)
- هنري ميلهاك على موقع الموسوعة البريطانية (الإنجليزية)
- هنري ميلهاك على موقع ألو سيني (الفرنسية)
- هنري ميلهاك على موقع ميوزك برينز (الإنجليزية)
- هنري ميلهاك على موقع أول موفي (الإنجليزية)
- هنري ميلهاك على موقع قاعدة بيانات برودواي على الإنترنت (الإنجليزية)
- هنري ميلهاك على موقع قاعدة بيانات الأفلام السويدية (السويدية)
- هنري ميلهاك على موقع ديسكوغز (الإنجليزية)
- هنري ميلهاك على موقع قاعدة بيانات الفيلم (الإنجليزية)
- هنري ميلهاك على موقع كينوبويسك (الروسية)